# Aitat
Aitat (en rus: Айтат) és un poble del krai de Krasnoiarsk, a Rússia, segons el cens del 2010 tenia 232 habitants. Pertany al districte municipal de Bolxaia Murtà.